# Mons Ampère

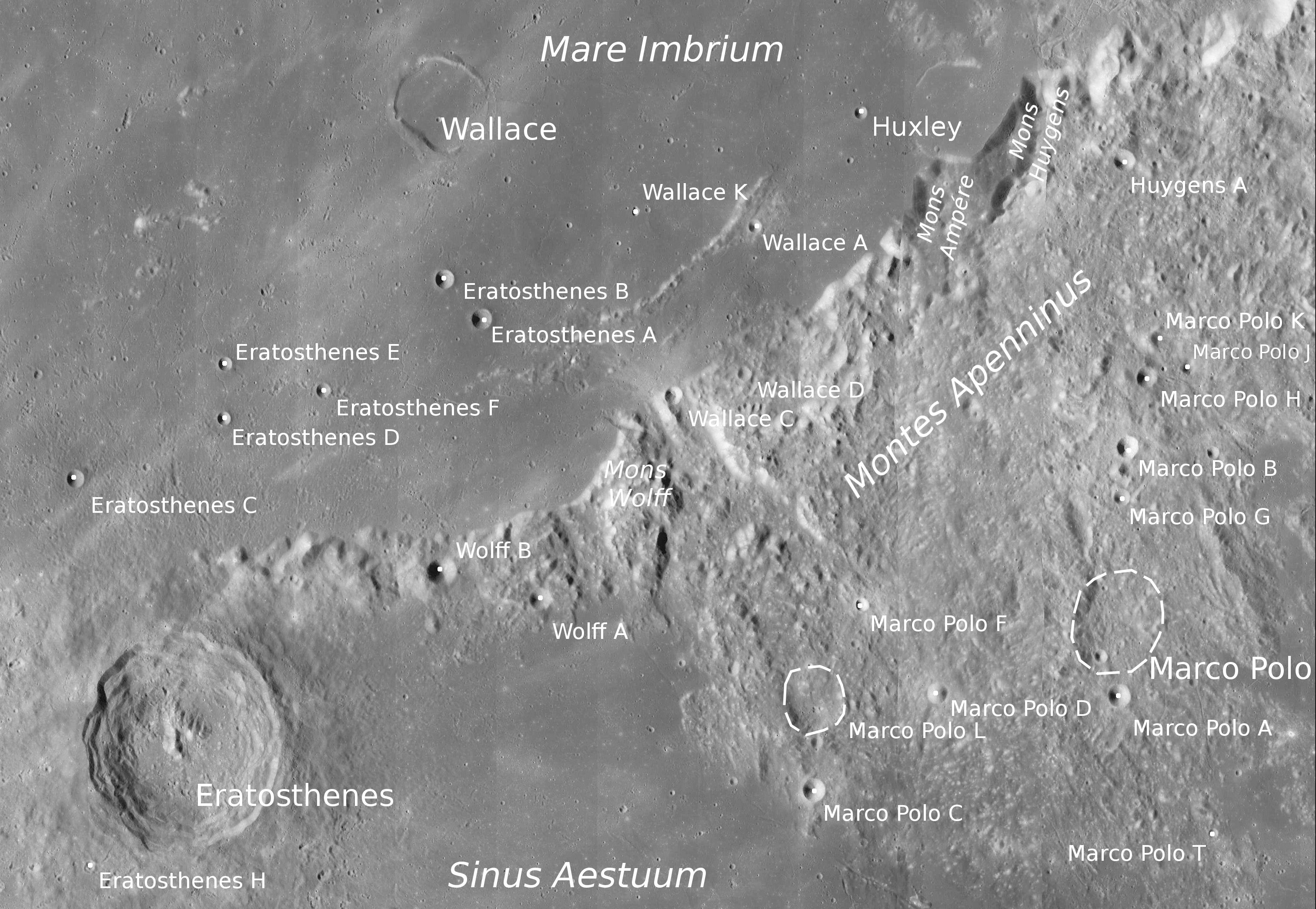
Poloha Mons Ampère

Mons Ampère je hora v pohoří Montes Apenninus (Apeniny) na přivrácené straně Měsíce. Je vysoká cca 3 000 m a má průměr základny 30 km. Střední selenografické souřadnice jsou 19,3° S a 3,7° Z.
Sousedním horským masivem ležícím severovýchodně je 5 400 m vysoký Mons Huygens.

## Název
Hora je pojmenována podle francouzského fyzika André-Marie Ampèra, podle něhož je pojmenována i základní jednotka elektrického proudu.